# Mico (gènere)
Mico és un gènere de primats de la família dels cal·litríquids originaris de la conca de l'Amazones. Conté una quinzena llarga d'espècies.
Les espècies d'aquest gènere fan 18-30 cm de llargada, amb una cua de fins a 40 cm. Pesen 300-470 g. Tenen el pelatge fi i sedós, mentre que el color del pèl va des del blanc sobre capa grisa fins al marró fosc o el negre. A vegades, la part posterior de la gropa, els membres o la cua són de color contrastant. Com tots els cal·litríquids, tenen urpes en lloc d'ungles.